# 凌天航空
凌天航空為台灣一家經營直昇機飛航業務的公司，成立於1994年。樞紐機場及維護基地為臺中國際機場。凌天航空主要業務包括台灣電力公司及各民營電力公司輸電線路的絕緣礙子清洗、專業空中攝影服務，曾協助完成的空拍影片為獲得2013年金馬獎最佳紀錄片獎的《看見台灣》。2018年承接連江縣及澎湖縣的緊急醫療後送服務、離島運輸並於二地配置直昇機棚廠24小時駐地。航線為各離島至本島之機場。
2019年，將擴大機隊服務大台中、彰化、雲林、新竹、外海等緊急醫療後送服務。

## 機隊

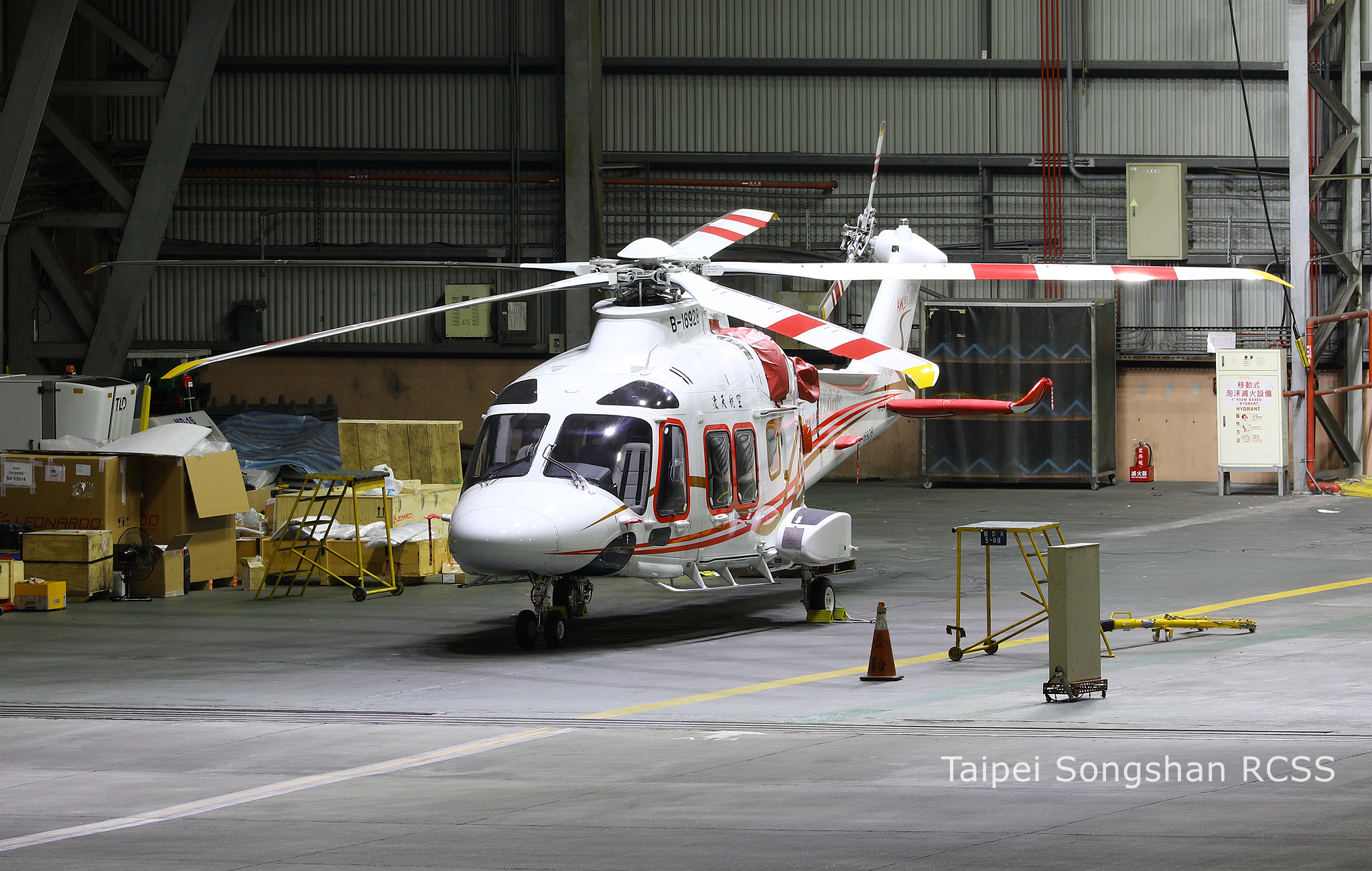
凌天航空AW169直升機

凌天航空目前機隊包含2架2023年間引進的美國貝爾206B3型直升機，和2架2018年起引進的義大利李奧那多AW169直升機。
過去使用的機種：
希勒（Hiller）直昇機

## 事故
- 1999年11月29日，一架希勒UH-12型直升機（國籍標誌及登記號碼：B-31007）由高雄市旗山區起飛預計沿著高屏溪向南飛行到屏東機場西面之鳳山區六塊厝香蕉園進行農藥噴灑任務。在經過高屏溪攔河壩集水區時落水墜毀，機上乘員ㄧ人平安，駕駛涉水上岸求助時不幸溺水罹難[1]。
- 2001年9月3日，一架貝爾206B-3型直昇機（國籍標誌及登記號碼：B-31135）由臺中市水湳機場起飛，執行台灣電力公司委託清掃電塔絕緣礙子作業返航途中不慎勾到高壓電纜墜落失事，機上2人不幸罹難[2]。
- 2014年12月18日，一架貝爾206B3型直昇機（國籍標誌及登記號碼：B-31019）由彰化市起飛至彰化縣福興鄉執行台灣電力公司電塔絕緣礙子清掃作業時直昇機突然發出警告聲響，並且失去動力，駕駛員立刻緊急處置降落（Autorotation)，降落後發現起落架（Skid）斷裂及尾桁（tailboom）受損，機上2人輕傷[3]。
- 2015年11月22日，一架貝爾206B3型直昇機（國籍標誌及登記號碼：B-31127）由新北市林口區的臨時起降場起飛至泰山區執行台灣電力公司電塔絕緣礙子清洗作業時不慎撞擊上方饋線墜落失事，機上2名人員不幸罹難[4]。
- 2017年6月10日，一架貝爾206B3型直昇機（國籍標誌及登記號碼：B-31118）自台東縣池上鄉的臨時起降場起飛，預計沿著花東縱谷、瑞穗、秀姑巒溪河谷在長虹橋折返沿著花東海岸線返回池上起降場。在折返點花蓮縣豐濱鄉靜浦部落長虹橋附近墜毀，機上3名人員不幸罹難。罹難者為直昇機機師張志光、2013年金馬獎最佳紀錄片《看見台灣》的導演齊柏林與其助手陳冠齊[5]。

## 外部連結
- 凌天航空（页面存档备份，存于） （繁體中文）（英文）